# セレクティブイエロー
セレクティブイエロー（Selective yellow）とは、黄鉛やフローレセントオレンジに近い色で純色の一種。セレクティブ（Selective）は選択的などを意味する。

## 近似色
- 黄鉛
- フローレセントオレンジ